# 프로세스 모델링
프로세스 모델(process model)이라는 용어는 다양한 맥락에서 사용된다. 예를 들어, 비즈니스 프로세스 모델링에서 기업 프로세스 모델은 종종 비즈니스 프로세스 모델이라고 불린다.

프로세스에 대한 추상화 수준

## 개요
프로세스 모델은 동일한 성격의 프로세스(process)를 하나의 모델로 분류한 것이다. 따라서 프로세스 모델은 유형 수준의 프로세스에 대한 설명이다. 프로세스 모델은 유형 수준이므로 프로세스는 그 인스턴스화이다. 동일한 프로세스 모델이 많은 애플리케이션 개발에 반복적으로 사용되므로 많은 인스턴스화를 가진다. 프로세스 모델의 가능한 용도 중 하나는 실제로 일어나는 프로세스 자체와 대조적으로 사물이 어떻게 이루어져야/할 수/있을 수 있는지 규정하는 것이다. 프로세스 모델은 프로세스가 어떻게 보일지에 대한 대략적인 예상이다. 프로세스가 무엇이 될지는 실제 시스템 개발 중에 결정될 것이다.
프로세스 모델의 목표는 다음과 같다:
- 서술적
  - 프로세스 중에 실제로 일어나는 일을 추적한다
  - 프로세스가 수행된 방식을 살펴보고 더 효과적 또는 효율적으로 수행하기 위해 만들어져야 할 개선 사항을 결정하는 외부 관찰자의 관점을 취한다
- 규범적
  - 원하는 프로세스와 그것이 어떻게 수행되어야/할 수/있을 수 있는지 정의한다
  - 규칙, 지침 및 행동 패턴을 설정하며, 이를 따르면 원하는 프로세스 성능으로 이어진다. 이는 엄격한 강제에서 유연한 안내까지 다양하다
- 설명적
  - 프로세스의 근거에 대한 설명을 제공한다
  - 합리적인 논증을 기반으로 여러 가능한 행동 과정을 탐색하고 평가한다
  - 프로세스와 모델이 충족해야 하는 요구 사항 간의 명시적 연결을 설정한다
  - 보고 목적으로 데이터를 추출할 수 있는 지점을 미리 정의한다

## 목적
이론적인 관점에서 메타 프로세스 모델링은 개발 프로세스에서 무엇이, 무엇에 대해, 언제, 왜 발생하는지 설명하는 데 필요한 핵심 개념을 설명한다. 운영적인 관점에서 메타 프로세스 모델링은 방법 엔지니어와 애플리케이션 개발자에게 지침을 제공하는 것을 목표로 한다.
사업 프로세스를 모델링하는 활동은 일반적으로 프로세스를 변경하거나 수정해야 할 문제를 식별해야 할 필요성을 전제한다. 이러한 변환은 IT 참여를 필요로 할 수도 있고 그렇지 않을 수도 있지만, 이는 사업 프로세스를 모델링해야 하는 일반적인 동인이다. 변화관리 프로그램은 프로세스를 실제로 적용하기 위해 필요하다. 대규모 플랫폼 공급업체의 기술 발전과 함께, 비즈니스 프로세스 모델(BPM)이 완전히 실행 가능하게 되고 (왕복 엔지니어링이 가능하게) 현실에 더욱 가까워지고 있다. 지원 기술에는 통합 모델링 언어(UML), 모델 구동형 아키텍처, 서비스 지향 아키텍처가 포함된다.
프로세스 모델링은 기업 비즈니스 아키텍처의 프로세스 측면을 다루며, 포괄적인 엔터프라이즈 아키텍처로 이어진다. 기업 시스템, 데이터, 조직 구조, 전략 등 나머지 요소의 맥락에서 비즈니스 프로세스의 관계는 변화를 분석하고 계획하는 데 더 큰 역량을 제공한다. 실제 사례 중 하나는 기업 인수 합병이다. 양사 프로세스를 자세히 이해하면 경영진이 중복을 식별하여 더 원활한 합병을 가능하게 한다.
프로세스 모델링은 항상 비즈니스 프로세스 재설계의 핵심 측면이었고, 6 시그마에서 볼 수 있는 지속적인 개선 접근 방식의 핵심이었다.

## 프로세스 모델의 분류

### 범위별
프로세스 모델이라는 용어가 다르게 정의된 다섯 가지 범위 유형이 있다.
- 활동 중심: 제품 정의의 특정 목적을 위해 수행되는 관련 활동 집합; 목표 달성을 위한 부분적으로 정렬된 단계 집합.[4]
- 제품 중심: 원하는 제품에 도달하기 위해 민감한 제품 변환을 유발하는 일련의 활동.[5]
- 의사결정 중심: 제품 정의의 특정 목적을 위해 수행되는 관련 의사결정 집합.
- 컨텍스트 중심: 컨텍스트에서 내려진 의사결정의 영향을 받아 연속적인 제품 변환을 유발하는 컨텍스트 시퀀스.
- 전략 중심: 의도 및 전략의 개념을 기반으로 다중 접근 방식 프로세스를 나타내는 모델을 구축하고 제품을 상세화하는 다양한 가능한 방법을 계획할 수 있도록 한다.[6]

### 정렬별
프로세스는 다양한 종류가 있을 수 있다. 이러한 정의는 "프로세스가 모델링될 수 있는 다양한 방식에 해당한다".
- 전략적 프로세스
  - 어떤 일을 하는 대안적인 방법을 조사하고 궁극적으로 그것을 하기 위한 계획을 세운다
  - 종종 창의적이며 인간의 협력이 필요하다; 따라서 대안 생성 및 대안 선택은 매우 중요한 활동이다
- 전술적 프로세스
  - 계획 달성을 돕는다
  - 계획 개발보다는 실제 계획 달성을 위해 채택될 전술에 더 관심이 있다
- 구현 프로세스
  - 가장 낮은 수준의 프로세스이다
  - 계획 구현의 내용과 방법에 대한 세부 사항에 직접적으로 관련된다

### 세분성별
세분성은 프로세스 모델의 세부 수준을 나타내며, 제공될 수 있는 지침, 설명 및 추적의 종류에 영향을 미친다. 거친 세분성은 이러한 것들을 상당히 제한된 세부 수준으로 제한하는 반면, 미세한 세분성은 더 자세한 기능을 제공한다. 필요한 세분성의 특성은 당면한 상황에 따라 달라진다.
프로젝트 관리자, 고객 대표, 일반, 최고 수준 또는 중간 관리자는 의사 결정을 위해 시간, 예산 및 자원 계획에 대한 개요를 얻고자 하므로 상당히 거친 수준의 프로세스 설명이 필요하다. 이와 대조적으로, 소프트웨어 엔지니어, 사용자, 테스터, 분석가 또는 소프트웨어 시스템 설계자는 모델의 세부 사항이 지침과 사람 간의 종속성과 같은 중요한 실행 종속성을 제공할 수 있는 미세한 수준의 프로세스 모델을 선호할 것이다.
미세한 모델에 대한 표기법이 존재하지만, 대부분의 전통적인 프로세스 모델은 거친 수준의 설명이다. 프로세스 모델은 이상적으로는 광범위한 세분성을 제공해야 한다(예: Process Weaver).

### 유연성별
프로세스 모델이 규범적이지만 실제로는 규범에서 벗어날 수 있다는 사실이 밝혀졌다. 따라서 시스템 개발 방법이 특정 조직 상황에 맞도록 조정되어 유용성을 향상시키는 프레임워크가 발전했다. 이러한 프레임워크의 개발은 상황별 방법 공학이라고도 불린다.
방법 구성 접근 방식은 '낮음'에서 '높음'까지 유연성 스펙트럼으로 구성될 수 있다.
이 스펙트럼의 '낮은' 끝에는 엄격한 방법이 있고, '높은' 끝에는 모듈형 방법 구성이 있다. 엄격한 방법은 완전히 사전에 정의되어 있으며 당면한 상황에 맞게 조정할 여지가 거의 없다. 반면에 모듈형 방법은 주어진 상황에 맞게 수정하고 확장할 수 있다. 엄격한 방법을 선택하면 각 프로젝트가 엄격하고 사전에 정의된 방법 패널에서 자신의 방법을 선택할 수 있으며, 방법 내에서 경로를 선택하는 것은 당면한 상황에 적합한 경로를 선택하는 것으로 구성된다. 마지막으로, 방법을 선택하고 조정하면 각 프로젝트가 다른 접근 방식에서 방법을 선택하고 프로젝트의 필요에 맞게 조정할 수 있다.

## 방법의 품질
이 논문에서 프로세스 모델의 품질이 논의되고 있으므로, 프로세스 모델의 품질에서 중요한 본질로서 모델링 기술의 품질을 상세히 설명할 필요가 있다. 기존 품질 이해를 위해 만들어진 대부분의 프레임워크에서 모델링 기술의 품질과 해당 기술을 적용한 결과인 모델의 품질 사이의 경계가 명확하게 구분되지 않는다. 이 보고서는 이 둘을 명확하게 구분하기 위해 프로세스 모델링 기술의 품질과 프로세스 모델의 품질 모두에 초점을 맞출 것이다.
프로세스 모델링 기술의 품질을 이해하는 데 도움이 되도록 다양한 프레임워크가 개발되었는데, 한 가지 예시로 Q-Me 프레임워크로 알려진 품질 기반 모델링 평가 프레임워크가 있다. 이 프레임워크는 잘 정의된 품질 속성 및 절차 세트를 제공하여 이러한 속성에 대한 객관적인 평가를 가능하게 한다고 주장했다.
이 프레임워크는 또한 하나의 모델링 기술을 사용하여 하나 또는 다른 모델 유형 내의 모델 요소를 통일되고 공식적으로 설명하는 장점이 있다.
요컨대, 이는 이전에 정의된 속성 집합에 대해 모델링 기술의 제품 품질과 프로세스 품질을 모두 평가할 수 있게 한다.
에서 논의된 비즈니스 프로세스 모델링 기술과 관련된 품질 속성은 다음과 같다.
- 표현성: 주어진 모델링 기법이 어떤 수와 종류의 응용 도메인의 모델을 나타낼 수 있는 정도.
- 임의성: 동일한 도메인을 모델링할 때 가질 수 있는 자유의 정도.
- 적합성: 주어진 모델링 기법이 특정 종류의 응용 도메인에 특별히 맞춤화된 정도.
- 이해성: 작업 방식과 모델링 방식이 참가자들에게 이해되는 용이성.
- 일관성: 모델링 방식의 개별 하위 모델이 전체를 구성하는 정도.
- 완전성; 응용 도메인의 모든 필요한 개념이 모델링 방식에 표현되는 정도.
- 효율성: 모델링 프로세스가 시간과 사람과 같은 자원을 사용하는 정도.
- 효과성: 모델링 프로세스가 목표를 달성하는 정도.

Q-ME 프레임워크의 품질을 평가하기 위해, 조직의 동적 필수 요소 모델링(DEMO) 비즈니스 모델링 기술의 품질을 설명하는 데 사용되었다.
Q-ME 프레임워크를 DEMO 모델링 기술에 대한 평가 결과 Q-ME의 단점이 드러났다고 명시되어 있다. 특히 비즈니스 모델링 기술의 품질을 표현하는 정량화할 수 있는 측정 기준이 포함되어 있지 않아 전반적인 평가에서 다른 기술의 품질을 비교하기 어렵게 만든다.
또한 Rossi 등 (1996)이 제안한 복잡성 메트릭으로 알려진 모델링 기술의 품질 측정에 대한 체계적인 접근 방식도 있다. 메타 모델의 기술은 이러한 복잡성 메트릭을 계산하는 기본으로 사용된다. 크로그스티가 제안한 품질 프레임워크와 비교할 때, 품질 측정은 개별 모델 수준보다는 기술 수준에 더 초점을 맞춘다.
저자들(Cardoso, Mendling, Neuman and Reijers, 2006)은 복잡성 측정 기준을 사용하여 설계의 단순성과 이해성을 측정했다. 이는 Mendling 등이 주장한 후속 연구에 의해 지지된다. 그들은 모델의 품질 속성에 대한 질문을 돕기 위해 품질 측정 기준을 사용하지 않으면 간단한 프로세스도 복잡하고 부적절한 방식으로 모델링될 수 있다고 주장했다. 이는 결국 이해도를 낮추고, 유지보수 비용을 높이며, 문제의 프로세스 실행 비효율성을 초래할 수 있다.
모델링 기술의 품질은 품질 높은 모델을 생성하고 모델의 정확성과 유용성에 기여하는 데 중요하다.

## 모델의 품질
초기 프로세스 모델은 관련 개념, 사용 가능한 기술, 특정 구현 환경, 프로세스 제약 조건 등에 따라 인스턴스화하여 얻은 실제 프로세스로 프로세스의 역동성을 반영했다.
모델의 품질에 대한 수많은 연구가 진행되었지만, 프로세스 모델의 품질에 대한 초점은 덜 옮겨졌다. 프로세스 모델의 품질 문제는 철저하게 평가될 수 없지만, 이를 위한 네 가지 주요 지침과 프레임워크가 실제로 존재한다. 이들은: 하향식 품질 프레임워크, 품질 측면과 관련된 상향식 메트릭, 모델링 기술과 관련된 실증적 조사, 그리고 실용적인 지침이다.
Hommes는 Wang 등 (1994)의 말을 인용하여, 모델 품질의 모든 주요 특성은 정확성과 유용성의 두 가지 그룹으로 분류될 수 있다고 말했다. 정확성은 모델이 모델링된 현상과의 일치성부터 모델링의 구문 규칙과의 일치성까지 다양하며, 모델이 사용되는 목적과는 독립적이다.
반면, 유용성은 모델이 처음 구성된 특정 목적에 유용하다는 것으로 볼 수 있다. Hommes는 또한 내부 정확성(경험적, 구문적, 의미적 품질)과 외부 정확성(유효성)을 추가적으로 구분한다.
개념 모델의 품질을 정의하는 일반적인 시작점은 모델링 언어의 언어적 속성을 살펴보는 것이며, 그 중 구문과 의미가 가장 자주 적용된다.
또한, Krogstie가 SEQUAL이라는 하향식 품질 프레임워크를 사용하여 수행한 것처럼, 언어학보다는 기호학에 기반을 둔 더 넓은 접근 방식도 있다. 이 프레임워크는 모델, 지식 외부화, 도메인, 모델링 언어, 그리고 학습, 행동, 모델링 활동 간의 관계를 기반으로 여러 품질 측면을 정의한다.
하지만 이 프레임워크는 다양한 품질의 정도를 결정하는 방법을 제공하지는 않지만, 수행된 경험적 테스트에서 비즈니스 프로세스 모델링에 광범위하게 사용되었다.
Moody 등의 이전 연구에 따르면, Lindland 등 (1994)이 제안한 개념 모델 품질 프레임워크를 사용하여 프로세스 모델의 품질을 평가한 결과 세 가지 수준의 품질이 확인되었다.
- 구문적 품질: 사용되는 모델링 언어의 문법 규칙에 모델이 얼마나 잘 부합하는지 평가한다.
- 의미적 품질: 모델이 사용자 요구사항을 정확하게 나타내는지 여부.
- 실용적 품질: 모델링 프로세스에 관련된 모든 이해관계자가 모델을 충분히 이해할 수 있는지 여부. 즉, 모델은 해석자가 자신의 필요를 충족시키기 위해 모델을 사용할 수 있도록 해야 한다.

연구 결과, 품질 프레임워크가 프로세스 모델의 품질 평가에 사용하기 쉽고 유용하다는 것이 밝혀졌지만, 신뢰성 및 결함 식별의 어려움이라는 한계가 있었다. 이러한 한계는 크로그스티의 후속 연구를 통해 프레임워크가 개선되는 계기가 되었다. 이 프레임워크는 Krogstie 등(1995)이 제안한 SEQUEL 프레임워크(Krogstie & Jørgensen, 2002에 의해 추가 개선)로, 세 가지 품질 측면을 추가했다.
- 물리적 품질: 외부화된 모델이 지속적이고 청중이 이해할 수 있도록 사용 가능한지 여부.
- 경험적 품질: 모델이 주어진 언어에 대한 확립된 규정에 따라 모델링되었는지 여부.
- 사회적 품질: 모델링 도메인의 이해관계자 간의 합의와 관련된 측면.

개념적 품질 프레임워크의 차원
모델링 도메인은 문제 도메인을 설명하는 데 관련성이 있고 올바른 모든 문장들의 집합이며, 언어 확장은 사용되는 모델링 언어의 문법과 어휘가 허용하는 모든 문장들의 집합이다. 모델 외부화는 문제 도메인의 개념적 표현이다.
이는 문제 도메인에 대해 실제로 만들어진 진술들의 집합으로 정의된다. 사회적 행위자 해석과 기술적 행위자 해석은 각각 인간 모델 사용자들과 모델과 상호작용하는 도구들이 문제 도메인의 개념적 표현이 포함하고 있다고 '생각하는' 진술들의 집합이다.
마지막으로, 참가자 지식은 모델링 프로세스에 참여하는 인간 행위자들이 문제 도메인을 나타내기 위해 만들어져야 한다고 믿는 진술들의 집합이다. 이러한 품질 차원은 나중에 모델의 물리적 및 사회적 측면을 다루는 두 그룹으로 나뉘었다.
이후 작업에서 Krogstie 등은 SEQUAL 프레임워크의 확장이 초기 프레임워크의 일부 한계를 해결했지만, 다른 한계는 여전히 남아 있다고 언급했다.
특히, 프레임워크는 의미론적 품질에 대한 관점이 너무 정적이며, 주로 모델링 활동이 아닌 모델을 고려하고, 이러한 모델을 정적 도메인과 비교하기보다는 모델을 도메인 변경의 촉진자로 본다.
또한, 프레임워크의 실용적 품질 정의는 매우 협소하며, Morris의 기호학에 따라 이해에 중점을 두지만, 언어학 및 기호학의 새로운 연구는 단순한 이해를 넘어 모델이 어떻게 사용되고 해석자에게 영향을 미치는지에 초점을 맞추고 있다.
기호학적 품질 프레임워크에서 보다 동적인 관점의 필요성은 프로세스 모델을 고려할 때 특히 명백하다. 프로세스 모델 자체는 종종 문제 도메인에서 행동을 규정하거나 심지어 실행하므로, 모델의 변경은 문제 도메인을 직접적으로 변경할 수도 있다. 이 논문은 활성 프로세스 모델과 관련하여 품질 프레임워크를 논의하고 이를 기반으로 개정된 프레임워크를 제안한다.
Krogstie 등(2006)은 활성 프로세스 모델에 더 적합하도록 SEQUAL 프레임워크를 수정하기 위해 이전 연구보다 더 좁은 해석으로 물리적 품질을 재정의했다.
사용 중인 또 다른 프레임워크는 일반 회계 원칙에 기반을 둔 모델링 지침(GoM)으로, 다음 여섯 가지 원칙을 포함한다: 정확성, 명확성은 모델 시스템의 이해도와 명시성(시스템 설명)을 다룬다.
이해도는 정보 객체의 그래픽적 배열과 관련되며, 따라서 모델의 이해도를 지원한다.
관련성은 모델과 제시되는 상황과 관련된다. 비교 가능성은 모델을 비교할 수 있는 능력, 즉 두 모델 간의 의미적 비교를 포함하며, 경제적 효율성은 설계 프로세스의 생성 비용이 최소한 제안된 비용 절감 및 수익 증가로 충당되어야 한다.
조직의 목적은 대부분의 경우 이윤 극대화이므로, 이 원칙은 모델링 프로세스의 경계를 정의한다. 마지막 원칙은 체계적인 설계로, 모델링 내에서 다양한 관점 간에 수용 가능한 차별화가 있어야 함을 정의한다.
정확성, 관련성, 경제적 효율성은 모델 품질의 전제 조건이며 충족되어야 하지만, 나머지 지침은 선택 사항이지만 필요하다.
SEQUAL과 GOM이라는 두 가지 프레임워크는 모델링에 능숙하지 않은 사람이 사용할 수 없다는 한계가 있다. 이들은 주요 품질 측정 기준을 제공하지만 비전문가가 쉽게 적용하기 어렵다.
프로세스 모델의 품질 측면과 관련된 상향식 메트릭의 사용은 모델링 비전문가가 다른 두 프레임워크를 사용하는 격차를 해소하려는 시도이지만, 대부분 이론적이며 그 사용을 뒷받침하는 경험적 테스트는 수행되지 않았다.
수행된 대부분의 실험은 메트릭과 품질 측면 간의 관계와 관련되며, 이러한 작업은 다양한 저자에 의해 개별적으로 수행되었다. Canfora 등은 주로 개수 메트릭(예: 작업 또는 분할 수 - 소프트웨어 프로세스 모델의 유지보수성) 간의 연결을 연구한다. Cardoso는 제어 흐름 복잡성과 인지된 복잡성 간의 상관관계를 검증한다. 그리고 Mendling 등은 프로세스 모델에서 교착 상태와 같은 제어 흐름 오류를 예측하는 데 메트릭을 사용한다.
결과는 모델의 크기가 증가하면 품질과 이해도가 감소하는 것으로 나타났다.
Mendling 등의 추가 연구는 메트릭과 이해도 간의 연결을 조사한다. 그리고 일부 메트릭이 그 효과에 대해 확인되었지만, 모델러의 역량과 같은 개인적인 요인도 모델에 대한 이해에 중요함이 밝혀졌다.
수행된 여러 경험적 조사는 여전히 프로세스 모델의 품질을 평가하는 명확한 지침이나 방법을 제공하지 못하지만, 모델러가 이 작업을 수행하는 데 필요한 명확한 지침 세트가 필요하다. 실용적인 지침은 다양한 실무자들에 의해 제안되었지만, 실제에서 그러한 지침을 모두 설명하는 것은 어렵다.
대부분의 가이드라인은 쉽게 실행되지 않지만, "동사-명사 활동 레이블 지정" 규칙은 다른 실무자들이 이전에 제안하고 경험적으로 분석했다.
연구에서 프로세스 모델의 가치는 그래픽 구성 요소의 선택뿐만 아니라 분석해야 할 텍스트 레이블로 주석을 다는 것에도 달려 있다는 것이 밝혀졌다. 그 결과 다른 레이블링 스타일보다 이해 측면에서 더 나은 모델을 생성한다는 것을 알 수 있었다.
이전 연구 및 프로세스 모델 품질 평가 방식에서 프로세스 모델의 크기, 구조, 모델러의 전문성 및 모듈성이 전반적인 이해도에 영향을 미친다는 것이 확인되었다.
 이를 바탕으로 7가지 프로세스 모델링 가이드라인(7PMG)이 제시되었다. 이 가이드라인은 동사-객체 스타일뿐만 아니라 모델의 요소 수, 구조화된 모델링의 적용, 프로세스 모델의 분해에 대한 가이드라인을 사용한다. 가이드라인은 다음과 같다.
- G1 모델의 요소 수를 최소화한다
- G2 요소당 라우팅 경로를 최소화한다
- G3 시작 이벤트와 종료 이벤트를 하나씩 사용한다
- G4 가능한 한 구조적으로 모델링한다
- G5 OR 라우팅 요소를 피한다
- G6 동사-객체 활동 레이블을 사용한다
- G7 50개 이상의 요소를 가진 모델을 분해한다

7PMG는 여전히 다음과 같은 사용상의 한계를 가진다: 유효성 문제 7PMG는 프로세스 모델의 내용에 관련되지 않고, 오직 그 내용이 조직되고 표현되는 방식에만 관련된다.
이는 내용이 그대로 유지되는 동안 프로세스 모델의 다른 구조를 조직하는 방법을 제안하지만, 모델에 무엇을 포함해야 하는지에 대한 실용적인 문제는 여전히 남아 있다.
두 번째 한계는 우선순위 지정 가이드라인과 관련되어 있다. 도출된 순위는 21명의 프로세스 모델러의 참여에만 의존하므로 경험적 근거가 작다.
이는 한편으로 프로세스 모델러의 경험에 대한 더 넓은 참여의 필요성으로 볼 수 있지만, 다른 한편으로는 우선순위 지정 가이드라인에 도달하기 위한 다른 접근 방식이 무엇이 있을 수 있는지에 대한 질문을 제기한다.

## 같이 보기
- 모형 선택
- 프로세스 (과학)
- 프로세스 아키텍처
- 프로세스 계산
- 프로세스 흐름도
- 프로세스 온톨로지
- 프로세스 사양 언어